# Redneck
El redneck, de l'anglès red (vermell) i neck (coll), és el nom que s'usa al Canadà i els Estats Units per a referir-se a l'estereotip de l'home blanc de l'interior del país i de renda baixa. L'origen del mot es deu al treball habitual dels rednecks sota el sol, que fa que els colls els quedin vermells.
Avui dia el terme s'usa per a designar de manera pejorativa els blancs conservadors del sud, i per a denigrar la classe treballadora i els blancs rurals que són percebuts com a no liberals pels suposats progressistes urbans. També s'ha fet servir recentment per a designar els programes de telerealitat de seguiment dels rednecks, els redneck shows.